# カムファター
カムファター（英：Comforter）とは、イギリスのイングランド原産の愛玩用犬種である。別名はスパニエル・ジェントル（英：Spaniel Gentlie）で、キャバリア・キング・チャールズ・スパニエルやグレディン・スパニエルの先祖でもある。

## 歴史
オールド・イングリッシュ・スパニエルを改良して作られたコッカータイプのスパニエル犬種である。貴族専用の高貴な愛玩犬として貴婦人のお供をつとめる犬種として人気を博し、毛色は飼育者（所有者）の好みに合わせて選ぶ事が出来るほどバリエーションがあるため色違いのものを集めたり、好みの毛色のものを集めてブリーディングしたりといったさまざまな理由で多くが多頭飼いされていた。
カムファターの首輪は宝石や金などで飾られ、香水風呂に入れられて体を洗われ、主人と同じ食事を与えられたりして大切に飼育されていた。又、湯たんぽとして病人がだっこして寝たり、貴婦人同士で自分の所有するカムファターの美しさを競い合う自慢退会なども行われていたといわれている。
しかしカムファターの飼育が流行すると、毛色別に改良が加えられてブリーディングが行われるようになると徐々に別犬種へ分化していき、犬種としての姿はごく短期間で消滅した。

## 特徴
容姿はコッカー・スパニエルタイプの犬種に似るが、華奢で脚が細長く、小柄な小型犬である。マズルは長く垂れ耳・垂れ尾には飾り毛があった。コートはロングで巻き毛のものと直毛のものがあり、どちらも毛が細くしなやかである。毛色の制限は無く、単色から複合色まで全てが認められていた。性格は明朗で人懐こいとされている資料と、警戒心が強く、無駄吠えが多いとされている資料があるためはっきりと分かってはいない。

## 参考
『デズモンド・モリスの犬種事典』（誠文堂新光社）デズモンド・モリス著書、福山英也、大木卓訳 誠文堂新光社、2007年